# Mario Rondón
Mario Junior Rondón Fernández (Los Teques, Estado Miranda, Venezuela, 26 de marzo de 1986) es un exfutbolista venezolano que jugaba como delantero y su último club fue Académica de Coimbra de la Terceira Liga.

## Biografía
Mario Rondón comenzó su carrera en clubes juveniles de Venezuela como el Castores de San Antonio de los Altos y la Universidad Central de Venezuela Fútbol Club. Llega al continente europeo a los 17 años de edad, donde se presentaría a los entrenamientos del Pontassolense de la Tercera División de Portugal, en aquel entonces. Ese mismo verano fue fichado por el club portugués, del cual formaría parte hasta el año 2009. 
Debutó en la Primera División de Portugal con el FC Paços Ferreira en la temporada 2009-10, donde jugaría apenas 8 partidos oficiales. A principios de 2010, es cedido al Sport Clube Beira-Mar donde tan solo aparecería en 10 partidos. Después de una temporada poco exitosa, Mario Rondón, vuelve al FC Paços Ferreira para disputar la temporada 2010-11, marcando 13 goles en 33 partidos. En el primer partido de la temporada, contra el Sporting de Lisboa el 14 de agosto, Rondón marcó el único gol del partido que representaría la victoria de su equipo.
El 25 de marzo de 2011 debutó con la selección de fútbol de Venezuela en un partido amistoso ante Jamaica, donde disputó los últimos ocho minutos del compromiso. El resultado final sería 2-0 a favor de "La Vinotinto". 112 días después, es decir, el 15 de julio de 2011, Rondón, por medio de un comunicado, confirma su fichaje por el C. D. Nacional, firmando por 5 temporadas.
El 19 de abril de 2014, Mario Rondón anotaría 3 de los 5 goles del CD Nacional ante el FC Paços de Ferreira. Este resultado se convertiría en la mayor goleada como visitante en la historia del club de Madeira. Además certificaban su participación en la Liga Europa de la UEFA 2014-15, donde caerían eliminados en Fase Previa por el Dinamo Minsk F. C. 
En la temporada 2013-14 firmó su mejor temporada al anotar 12 goles con el Nacional de Madeira. 

## Clubes

### Juvenil
| Club                                 | País      | Año       |
| ------------------------------------ | --------- | --------- |
| Escuela de Fútbol Menor Los Castores | Venezuela | 1997-2004 |
| Pontassolense                        | Portugal  | 2004-2005 |

### Profesional
| Club                     | País     | Temporada        | Partidos | Goles |
| ------------------------ | -------- | ---------------- | -------- | ----- |
| A. D. Pontassolense      | Portugal | 2005-2009        | 100      | 21    |
| F. C. Paços de Ferreira  | Portugal | 2009-2011        | 43       | 13    |
| S. C. Beira-Mar (cedido) | Portugal | 2010             | 10       | 1     |
| C. D. Nacional           | Portugal | 2011-2015        | 132      | 36    |
| Shijiazhuang Ever Bright | China    | 2015-2016 y 2018 | 38       | 9     |
| Gaz Metan                | Rumania  | 2018-2019        | 39       | 20    |
| CFR Cluj                 | Rumania  | 2019-2021        | 78       | 15    |
| Radomiak Radom           | Polonia  | 2021-2022        | 24       | 1     |
| Sepsi Sfântu Gheorghe    | Rumania  | 2022-2024        | 78       | 13    |
| Académica de Coimbra     | Portugal | 2024             | 14       | 2     |
| Total                    | Total    | Total            | 532      | 131   |

## Selección nacional
El 25 de marzo de 2011 debutaría oficialmente ante Jamaica en un partido amistoso celebrado en el Montego Bay Stadium con victoria 0-2 a favor de "La Vinotinto", entrando exactamente en el minuto 82 del segundo tiempo. Antes, ya habría disputado un partido con "La Vinotinto", pero Euskadi al no estar afiliado a la FIFA, el encuentro es de carácter no oficial y, por lo tanto, no es tomado en consideración. El 23 de mayo de 2012 sería convocado nuevamente para disputar un amistoso contra Moldavia, donde inició como titular, disputando 45 minutos. El partido finalizaría con marcador de 4-0, a favor de Venezuela. 
Tras la destitución de César Farías, quién no tomó en cuenta a Mario Rondón para las Eliminatorias Sudamericanas 2014, el nuevo técnico de La Vinotinto, Noel "Chita" Sanvicente, lo convocaría para la Gira Asiática efectuada entre el 5 de octubre de 2014 y el 9 del mismo mes, para disputar dos amistosos contra Corea del Sur y Japón. Jugaría ambos partidos como titular, disputando todos los minutos y además, marcando dos goles. El primero ante Corea del Sur, tras un error en la salida del portero, mientras que el segundo, se efectuaría a través de un penal ante Japón, tras una falta sobre su compañero de selección, Alejandro Guerra. No obstante dicho partido fue invalidado por la FIFA al presentarse irregularidades en la alineación de Venezuela.

### Goles internacionales
| Gol | Fecha                   | Sede                                    | Oponente      | Marcador | Resultado | Competencia             |
| --- | ----------------------- | --------------------------------------- | ------------- | -------- | --------- | ----------------------- |
| 1.  | 5 de septiembre de 2014 | Estadio Bucheon, Bucheon, Corea del Sur | Corea del Sur | 0 – 1    | 3 – 1     | Amistoso                |
| #.  | 9 de septiembre de 2014 | Nissan Stadium, Yokohama, Japón         | Japón         | 1 – 1    | 3 – 0 CON | Amistoso                |
| 2.  | 12 de noviembre de 2015 | Estadio Hernando Siles, La Paz, Bolivia | Bolivia       | 2 – 1    | 4 – 2     | Eliminatoria Rusia 2018 |

## Palmarés

### Torneos nacionales
| Título               | Club                  | País     | Año     |
| -------------------- | --------------------- | -------- | ------- |
| Liga de Honra        | S. C. Beira-Mar       | Portugal | 2009-10 |
| Liga I               | CFR Cluj              | Rumania  | 2019-20 |
| Supercopa de Rumania | CFR Cluj              | Rumania  | 2020    |
| Liga I               | CFR Cluj              | Rumania  | 2020-21 |
| Supercopa de Rumania | Sepsi Sfântu Gheorghe | Rumania  | 2022    |
| Copa de Rumania      | Sepsi Sfântu Gheorghe | Rumania  | 2022-23 |
| Supercopa de Rumania | Sepsi Sfântu Gheorghe | Rumania  | 2023    |